# С̣
Cette page contient des caractères spéciaux ou non latins. S’ils s’affichent mal (▯, ?, etc.), consultez la page d’aide Unicode.
С̣ (minuscule : с̣), appelé es point souscrit, est une lettre additionnelle de l’alphabet cyrillique utilisée en dans la cyrillisation de l’alphabet arabe. Elle est composée du es ‹ С › diacrité d’un point souscrit.

## Utilisations
Dans certaines cyrillisations de l’alphabet arabe, dont celle développée par Ignati Kratchkovski, le es point souscrit ‹ с̣ › translittère le ṣād ‹ ﺹ ›.

## Représentation informatique
Le es point souscrit peut être représenté avec les caractères Unicode suivants :
- décomposé (cyrillique, diacritiques)[1],[2] :

| formes    | représentations | chaînes de caractères | points de code | descriptions                                              |
| --------- | --------------- | --------------------- | -------------- | --------------------------------------------------------- |
| capitale  | С̣               | С◌̣                    | U+0421 U+0323  | lettre majuscule cyrillique es diacritique point souscrit |
| minuscule | с̣               | с◌̣                    | U+0441 U+0323  | lettre minuscule cyrillique es diacritique point souscrit |